# Метростанция „Джеймс Баучер“
Метростанция „Джеймс Баучер“ е станция от линия М2 на Софийското метро. Тя е въведена в експлоатация на 31 август 2012 г.

## Местоположение
Станцията е разположена под бул. „Черни връх“ между ул. „Златен рог“ и ул. „Майор Томпсън“ в близост до пазара в ж.к. „Лозенец“. В близост до станцията се намират хотел "Кемпински Зографски" и Енергопроект. Станцията има два вестибюла с общо 4 вход/изхода.
| № | Име на вход/изход  | Достъпност          |
| - | ------------------ | ------------------- |
| 1 | ул. Златен рог     | ескалатор, асансьор |
| 2 | бул. Джеймс Баучер | асансьор            |
| 3 | ул. Майор Томпсън  | асансьор            |
| 4 | ж.к. Лозенец       | асансьор            |

## Архитектурно оформление
Станцията е дълбоко заложена, тъй като денивелацията на бул. „Черни връх“ създава наклон, който е извън пределните допустими норми за наклон в метротунела. Тук е разположен и подземен буферен паркинг. Станцията е двуотворна, с един ред широки колони в средата и странични перони. След станцията има изграден тупик, в който престоява подвижен състав в резерв.

## Връзки с градския транспорт
Метростанция „Джеймс Баучер“ се обслужва от 1 автобусна линия (Х9) от софийския градски транспорт и 2 трамвайни линии: 10 и 15.